# Volksrepublik Mosambik
Die Volksrepublik Mosambik (portugiesisch República Popular de Moçambique) war ein sozialistischer Staat, der vom 25. Juni 1975 bis zum 1. Dezember 1990 als Nachfolgestaat der portugiesischen Überseeprovinz Mosambik existierte. Der gegenwärtige und nachfolgende Staat auf diesem Territorium ist die Republik Mosambik.

## Geschichte

Flagge Mosambiks im April 1983

Nach der endgültigen Erlangung der Unabhängigkeit von Portugal im Jahre 1975 unterstützte die Volksrepublik Mosambik bzw. ihre regierende Partei FRELIMO befreundete politische Kräfte (ZANU) im Rhodesien-Konflikt des Nachbarlandes. Die rhodesische Regierung unter Premierminister Ian Smith reagierte gegenüber Mosambik mit Sabotage- und Destabilisierungsmaßnahmen, der etwa 3000 Mosambikaner durch Tötung und Verletzung zum Opfer fielen. Es sind 350 militärische Operationen gegen Mosambik durch rhodesische Regierungstruppen bekannt geworden. Zudem unterstützte die Regierung Smith im Nachbarland entstehende Oppositionsgruppen, die mit Überfällen, Sabotageaktionen und Minenanschlägen die Verhältnisse belasteten. Größte Bekanntheit erlangte die Mozambique National Resistance (RENAMO). Das war eine konservativ-antikommunistisch orientierte Guerilla-Bewegung, deren finanzielle Hilfe und materielle Unterstützung an die Gruppe schrittweise von der Apartheidregierung Südafrikas übernommen wurde. Konkret soll der ehemalige südafrikanische Geheimdienst BOSS die subversive Unterstützung angeführt haben. Angesichts dieser Entwicklung versuchte der mosambikanische Präsident Samora Machel durch eine öffentliche Betonung einer guten Nachbarschaft mit Südafrika der sich abzeichnenden Eskalation entgegenzuwirken. Nach dem Ende der Regierung der weißen Minderheit in Rhodesien erhielten die Anti-FRELIMO-Kräfte in Nordtransvaal auf südafrikanischem Territorium neue Rückzugsräume und konnten ihre Aktivitäten gegen das östliche Nachbarland weiter fortsetzen.
Mit der Unabhängigkeit von der ehemaligen portugiesischen Kolonialmacht ergab sich für die Mehrheit der Bevölkerung ein erheblicher Zugewinn an zivilen Bürgerrechten. Die erste Verfassung vom 25. Juni 1975 sicherte allen Bürgern Mosambiks Grundrechte zu und erklärte bestimmte inhumane Handlungen zu strafbewehrten Sachverhalten (Artikel 26), die als Störung des sozialen Friedens insbesondere durch differenzierende Bezugnahmen auf berufliche Stellung, Bildung, ethnische Herkunft, Geburtsort, gesellschaftliche Stellung, Hautfarbe, Religionszugehörigkeit oder als Herbeiführung darauf beruhender Privilegien angesehen wurden. Die wichtigsten Verfassungsziele bestanden in der Beseitigung kolonialer Strukturen der Unterdrückung sowie die Ausdehnung der Volksmacht (Artikel 4 und 6). Hingegen waren die Meinungs-, Versammlungs- und Vereinigungsfreiheiten auf die Förderung der Verfassungsziele orientiert (Artikel 27). Mit den Artikeln 29 und 33 wurden erstmals Frauen und Männern gleiche Rechtsstellungen eingeräumt, zumal Artikel 17 die „Emanzipation der Frau“ zum Staatsziel erklärte. Bei den ersten Volkswahlen im Jahr 1977 stand fast allen Bürgern das aktive und passive Wahlrecht zu, ausgeschlossen waren Personen (etwa 10 % der Kandidaten), denen eine Identifizierung mit dem überwundenen Kolonialismus zugeordnet wurde. Diese Gruppe geriet in die öffentliche Kritik und wurde mit der karikaturistischen Figur „Xiconhoca“ verfemt. Ihr rechnete man zu dieser Zeit Verhaltensweisen wie Alkoholismus, Frauenfeindlichkeit, Gewinnstreben, Huldigung modischer Auslandseinflüsse oder eine allwissende Intellektuellenhaltung zu.
Die wirtschaftliche Situation bei der Machtübernahme nach dem Ende der Kolonialherrschaft war extrem desolat. Während der Anfangsphase wanderten etwa 90 Prozent der Portugiesen aus, was einen Kreis von etwa 230.000 Personen umfasste. Zuvor zerstörten viele von ihnen Teile der Infrastruktur des Landes. Beispielsweise wurden aus Rohbauten für Wirtschaft und Verwaltung die bereits installierten Medien entfernt. Da ein sehr großer Teil des ingenieurtechnischen Personals durch die kolonialwirtschaftlichen Verhältnisse aus Portugiesen bestand, musste die neue Regierung von Samora Machel einen nicht schnell zu behebenden Fachkräftemangel hinnehmen. Diese Situation veranlasste sie zum Aufruf nach internationaler Hilfe, in deren Folge umfangreiche Aktivitäten einiger Länder, wie die DDR, in Gang kamen. Die DDR gewährte ab 1975 zunächst nur politische Unterstützung, ging jedoch seit 1977 aus eigenen drängenden wirtschaftlichen Erwägungen auf eine ökonomische Kooperation mit Mosambik ein und bediente sich dabei auch des Sonderwirtschaftsbereichs Kommerzielle Koordinierung.
Die Volksrepublik Mosambik unterhielt neben der DDR enge Beziehungen mit Bulgarien, das in der damaligen Zeit ebenso ein sozialistischer Staat war. Ferner nahm Mosambik auch Beziehungen zu Frankreich, Italien, Kuba, den Niederlanden und Schweden auf. Das Verhältnis zur Sowjetunion blieb, abgesehen von Waffenlieferungen und sehr begrenzter Hilfe mittels Ärzten, Lehrern und Geologen, schwierig. Der Antrag auf Aufnahme in den Rat für gegenseitige Wirtschaftshilfe (RGW) wurde von der DDR und Bulgarien unterstützt, jedoch von der Sowjetunion entschieden abgelehnt. Die Volksrepublik Mosambik blieb ein Beobachter des RGW. Das mosambikanisch-sowjetische Verhältnis verharrte abgekühlt, auch weil Mosambik einen Militärstützpunkt verweigerte und ferner als Staatsziel verfolgte, den Indischen Ozean von Nuklearwaffen frei zu halten.

## Verkehr
Bereits in der Zeit als Volksrepublik bedeutende Seehäfen von Mosambik befinden sich auch heute noch in den größeren Küstenstädten Maputo im Süden, Beira, Quelimane, Nacala und Pemba im Norden.
Ein die bedeutenden Häfen verbindendes Eisenbahnnetz, was auch Verteilungsaufgaben inkl. humanitäre Hilfe innerhalb des Landes entlang der etwa 2500 km langen Küste übernehmen könnte, bestand nicht in der damaligen Volksrepublik Mosambik. Die Hauptfunktion der Eisenbahn Mosambiks bestand in der Funktion als Partner der drei wichtigsten Häfen und der Nachbarländer. Hauptstrecken der Eisenbahn verbanden damals den Hafen Maputo mit den benachbarten Ländern Südafrika und Swasiland, den Hafen Beira mit den benachbarten Ländern Simbabwe und Malawi sowie den Hafen Nacala ebenfalls mit dem benachbarten Malawi. Darüber hinaus bestanden noch einige voneinander isolierte Nebenstrecken von rein lokaler Bedeutung. Zum nördlich gelegenen Nachbarland Tansania bestand sowohl vor als auch nach der Erlangung der Unabhängigkeit Mosambiks von Portugal in 1975 keine Eisenbahnverbindung. Insgesamt verfügte die damalige Volksrepublik Mosambik um 1977 nur über 3700 km meist eingleisige Eisenbahnstrecken und 40.000 km Straßen, von denen etwa 4000 km befestigt waren. Eine ganzjährig befahrbare Nord-Süd-Verbindung existierte nicht.
Die Vervollkommnung der Umschlag-Technologien in den Häfen von Mosambik und deren weiterer Ausbau im Zeitalter der sich immer weiter entwickelnden Containerisierung („Containerrevolution“) im Seeverkehr wurde damals auch von der DDR unterstützt unter anderem durch Entsendung von Beratern und Hafenspezialisten und Erarbeitung von Projekten in wissenschaftlich-technischen Expertengruppen zur Lösung von Schwerpunktproblemen. Im Jahre 1979 wurde ein Seeverkehrsabkommen zwischen der DDR und der VR Mosambik abgeschlossen.
Die auch im wiedervereinigten Deutschland weiterhin existierende Deutsche Seereederei (DSR)  in Rostock lief seinerzeit im Rahmen der Beziehungen der DDR und der Volksrepublik Mosambik im damaligen Ostafrika-Liniendienst die drei Haupthäfen Maputo innerhalb der Maputo-Bucht im Süden, Beira im Zentrum (Hauptstadt der Provinz Sofala) und Nacala Provinz Nampula im Norden des Landes regelmäßig an.
Die erkennbare Unterentwicklung der Eisenbahn und auch der Häfen nach der Erlangung der Unabhängigkeit von Portugal 1975 im Zuge der Nelkenrevolution konnte in der Zeit von 1975 bis 1990 in der kurzen Orientierungsphase des Landes als Volksrepublik nicht beseitigt werden und erschwerte die wirtschaftliche Entwicklung und auch humanitäre Hilfe in Mosambik. Die Staatsführung setzte vorrangig auf landwirtschaftliche Entwicklungsinitiativen.  Das im Dezember 1976 für das Folgejahr beschlossene Investitionsprogramm enthielt 51 Projekte, worin keine ausländischen Finanzmittel für den Transportsektor vorgesehen waren.

## Internationale Militärkooperation
Im Februar 1975 weilten Generäle und Offiziere der Nationalen Volksarmee (NVA) in Maputo. Dabei kam es zu einem Zusammentreffen von Ministerpräsident Chissano und Generalleutnant Helmut Borufka. Im Verlaufe dieser Konsultationen begannen sich erste Konturen der späteren Militärkooperation zwischen beiden Staaten abzuzeichnen. Die Vertreter der DDR wurden wegen des von Anfang an harmonischen Verhältnisses um ein stärkeres Engagement gebeten. Mosambik beabsichtigte zu dieser Zeit mit Hilfe der Volksrepublik China den Ausbau der eigenen Landstreitkräfte und hoffte auf sowjetische Hilfe für seine Luft- und Seestreitkräfte.
Nach einer großen NVA-Delegation im Jahre 1979 kam es im April 1980 zu einem Treffen des mosambikanischen Verteidigungsministers mit den NVA-Vertretern Generaloberst Werner Fleißner und Konteradmiral Theodor Hoffmann sowie dem sowjetischen Chefberater für Militärfragen General Aleksejew in Maputo. Fleißner war der Stellvertreter des Ministers im Bereich Technik und Bewaffnung. Die Gespräche mit den Mosambikanern berührten auch Details der von ihnen gewünschten militärischen Ausbildungskurse. Der sowjetische Vertreter bestätigte die Unterstützung seines Landes für die mosambikanischen See- und Luftstreitkräfte. Die DDR wurde dabei gebeten, sich auf die Sicherung der Land- und Seegrenzen zu konzentrieren. Allerdings kam es später nicht zu den gewünschten inländischen Ausbildungsvorhaben und erbetenen Waffenlieferungen, da das Verhältnis zwischen Mosambik und der Sowjetunion zunehmend unter politische Spannung geraten war. Lediglich mit Hilfsmaterialien wie Decken, Stahlhelme und Uniformen leistete die DDR auf diesem Gebiet eine Unterstützung. Der ZK-Sekretär für Sicherheitsfragen Egon Krenz verwies später ablehnend auf die laufenden sowjetischen Ausbildungsaktivitäten sowie auf Hilfsleistungen durch Kuba und Nordkorea. Auch das Ministerium für Staatssicherheit in Person von Erich Mielke lehnte eine weitere Unterstützung Mosambiks durch Militärinstrukteure der DDR ab, weil bei den Gesprächspartnern eine Konzeptionslosigkeit vermutet wurde. Trotzdem hielten sich um 1985 mehrere ostdeutsche Militärberater in Mosambik auf, wobei der Schutz ziviler Entwicklungshelfer der DDR in deren Blickfeld lag. Die DDR-Führung befürchtete, ähnlich den Kubanern in Angola, in einen internationalen bewaffneten Konflikt verwickelt zu werden. Stattdessen gab es in geringer Zahl militärische Ausbildungen von Mosambikanern in der DDR. Für die in westlichen Medien während der 1980er Jahre kursierenden Vermutungen über NVA-Ausbildungslager im Süden Afrikas gibt es keine Belege. Es gab lediglich eine Stationierung von Transportflieger und militärische Beratungen für kleine Gruppen.
In den späten 1980er Jahren strukturierte das mosambikanische Verteidigungsministerium auf Grund des Geldmangels und der bislang geringen Erfolgen im Bürgerkrieg mit der RENAMO seine Streitkräfte zu einem Modell der Volksverteidigung um. Angesichts der inländischen Realitäten hatte sich das Streitkräftemodell der Warschauer Vertragsstaaten als ungeeignet erwiesen und wurde um 1987 verworfen.
Diese mehr oder weniger intensiven Beziehungen zwischen beiden Ländern wirkten sich weitläufig aus. Verteidigungsminister Alberto Joaquim Chipande und sein Generalstabschef Marco Mabote besuchten die DDR noch mehrfach offiziell und privat.